# Cuevas de Provanco
Cuevas de Provanco er en by og kommune i det centrale Spanien i provinsen Segovia. Den har et indbyggertal på 132 (2024) indbyggere.